# 臺南市歷史
大約3000年前，台南出現了擁有稻作技術的左鎮人文化，其後兩千多年來，一直為西拉雅族的世居地。在16世紀的大航海時代，台南開始出現小型漢人聚落，亦有來自中國東南沿海的海賊出沒。17世紀初，荷蘭東印度公司從巴達維亞前來，與中國及日本進行貿易，原先欲占領澎湖作為貿易基地，但因為遭明朝將領沈有容諭退，轉而前往鄰近的台灣，尋找合適的貿易基地。1624年，荷蘭人來到適宜設置港口的台江內海（今台南市區）後，設立了台灣第一個城鎮。此後經過鄭氏王朝與清朝的發展，二百餘年來臺南一直是「全臺首邑」。
日治時期，台灣經濟重心逐漸北移，導致台南重要性減退，不過依舊保持著台灣的文化首都地位。1920年，台灣總督府設立台南州。1950年，中華民國政府將行政區劃改為台南縣與省轄台南市。2010年行政區域調整當中，台南縣市合併並升格為直轄臺南市，2010年12月25日起實行。

## 史前時期
日治時期時，有學者提出學說，認為在300萬到1萬年前間，更新世冰河期海平面下降時，臺灣海峽曾數度化為陸地。當時以狩獵、採集為生的古代人類，很可能即與其他動物遷居至臺灣。

### 新石器時代
在臺灣海峽重新變回海域之後，大約在距今7000年前，另一群人渡海將新石器時代的大坌坑文化帶入臺灣:13。

#### 大坌坑文化

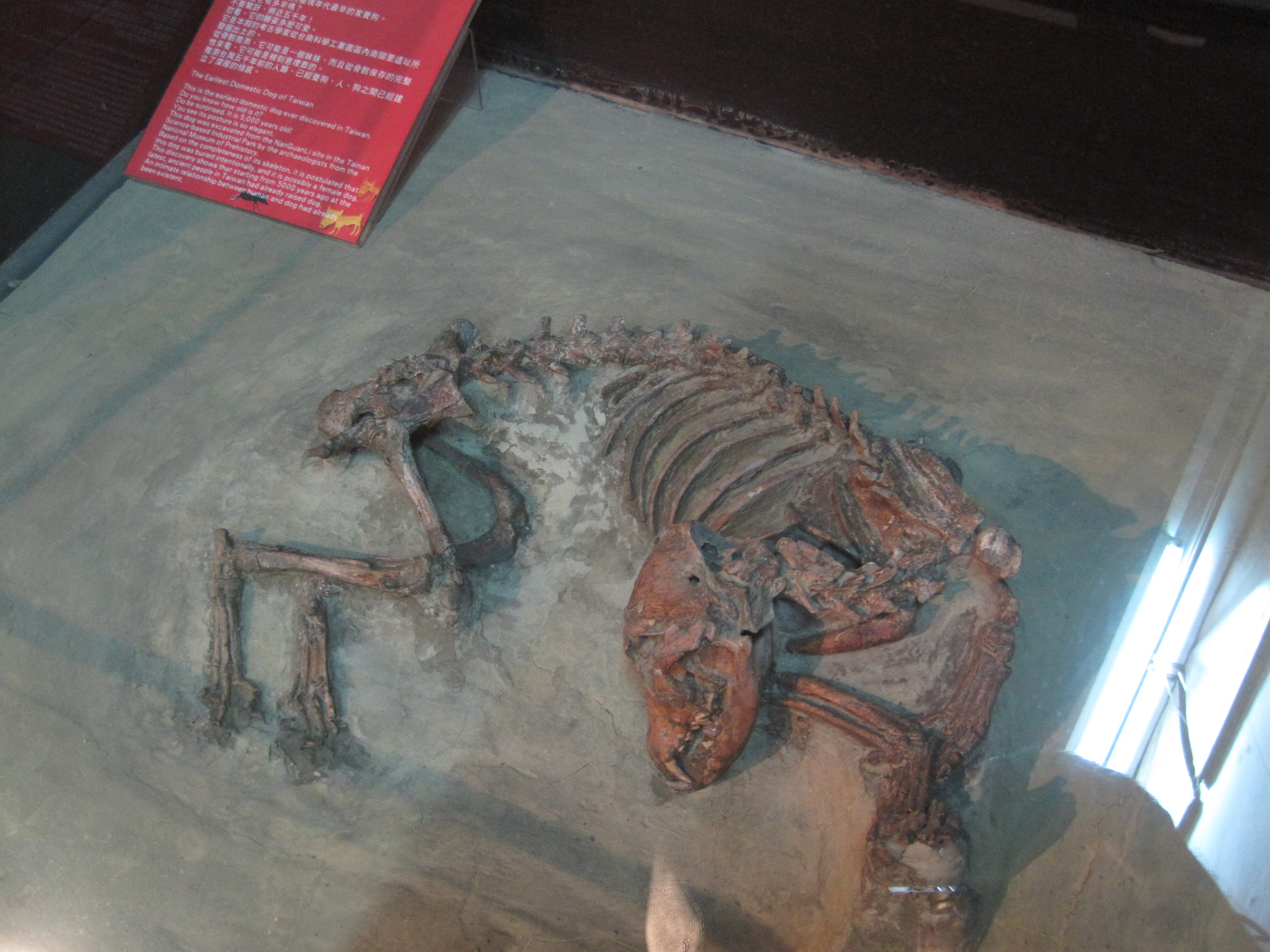
南關里遺址出土的狗遺骸，是目前發現臺灣最早的家犬（攝於南科考古文物陳列室）

大坌坑文化又稱「粗繩紋陶文化」，是臺灣最早的新石器時代文化:14。該文化在臺南主要的遺址有位在歸仁區的八甲遺址（距今約5500年前）、南科的南關里遺址與南關里東遺址（距今約4500年前），而從陶器的類型判斷八甲遺址與南關里遺址的陶器可能有連續發展的關係:14。
當時的人類在海邊臺地、山坡地或沙丘上已經有小型的定居或半定居聚落，生產方式主要是狩獵、漁撈和採集植物跟貝類，但也已經有種植芋薯等根莖植物的原始農業:14。而由於在南關里遺址發現了完整的犬隻遺骸，故學者推測可能當時已經會養狗來幫助狩獵:14。此外在南關里遺址發現了許多來自澎湖的石材和鯊魚等大型魚類，顯示該遺址的人類擁有相當的航海與捕魚技術:15。

#### 牛稠子文化

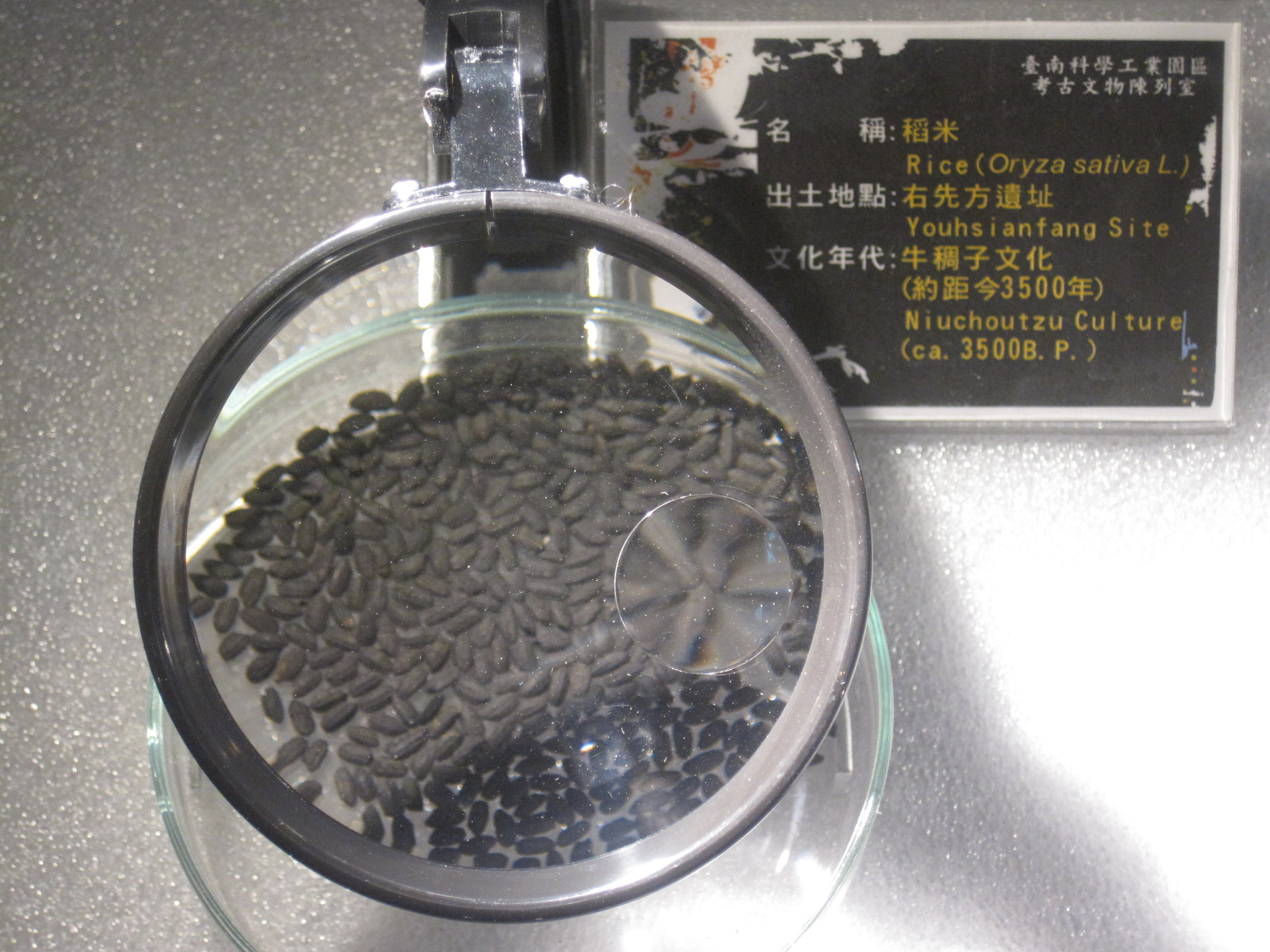
牛稠子文化右先方遺址的稻米

牛稠子文化是臺灣南部新石器時代中期的代表文化，因最初的發現地在仁德區的牛稠子而得名:15。該文化大約在距今4,500年前到3,500年前之間，此時期全臺灣沿海地區出現的文化被考古學者統稱為細繩紋陶文化或繩紋紅陶文化，而後再依地區細分:15。細繩紋陶文化除了細分出牛稠子文化之外，尚有牛罵頭文化、東部繩紋陶文化等文化。
在臺南市的牛稠子文化遺址除了最初的牛稠子遺址之外，尚有南科右先方、官田國母山、永康網寮等等10多處遺址，其範圍分布已比大坌坑文化那時來得廣，且有深厚的文化層，應已演變成長期定居的聚落:15。此時農業對生產的重要性已經提升，而從各遺址中發現的其他地區產物，顯示航海技術也更加興盛:15。此外從器物形式與墓葬方式的類似，學者們推測牛稠子文化乃大坌坑文化的延續:16。

#### 大湖文化
大湖文化為新石器時代晚期，分布於高雄大湖和臺南地區的文化。代表性的遺址為大湖遺址、三抱竹遺址、烏山頭遺址及鹿陶遺址等。有學者依地域及時間的差異將大湖文化分為大湖文化相及烏山頭文化相。貝塚和大量使用骨、角、貝器是大湖文化的主要特色。大湖文化的陶器以紅、黑兩色為主，其中大湖文化相以紅、黑陶為主，且常有帶狀的波浪紋圍繞在陶器唇口及頸部，而烏山頭文化相則以黑陶佔大多數，且很少有紋飾。

### 鐵器時代
蔦松文化是臺灣西南部鐵器時代的代表文化。代表性的遺址有蔦松遺址、覆頂金遺址、西寮遺址及看西遺址等地。蔦松文化的陶器以無紋飾的橙紅色陶佔多數，並有許多陶環及陶支腳，但最特別的器物則是小陶罐及陶製的鳥頭形器。小陶罐大多為黑陶，質地堅硬且表面光滑。鳥頭形器頂端鳥頭為實心，下端為空心且有一穿孔，這兩種器物應該都和祭祀有關。許多證據都顯示西拉雅族很可能就是蔦松文化的後裔。

## 荷治時期
近代台南早在荷蘭人來到之前就有漢人聚集，明代張燮在《霏雲居續集》記載，明朝水師軍官趙秉鑑聚眾於1617年在台南赤崁首次築城，意圖謀反。歐洲人的航海紀錄中提到赤崁，當時西班牙船員描述此處為「漢人與盜賊」的一處聚落點，1624年，原佔領澎湖的荷蘭人和明軍簽約，放棄其在澎湖的經營，轉而登陸台灣南部，正式建立了一個貿易城鎮，首先興築商館並拓展其規模成為西式水岸堡壘，此即為台江西岸的一鯤鯓沙洲上的「熱蘭遮城」（今安平古堡），做為在台的統治中心。接著又在城堡東方，分別興建了「台灣街」（於今延平街一帶）和「普羅民遮街」（今民權路）。前者因為歷史久遠，又曾是一條繁盛的商業街，故素有「台灣第一街」之稱。至於後者，則是台灣第一條有計畫興建的歐式街道。

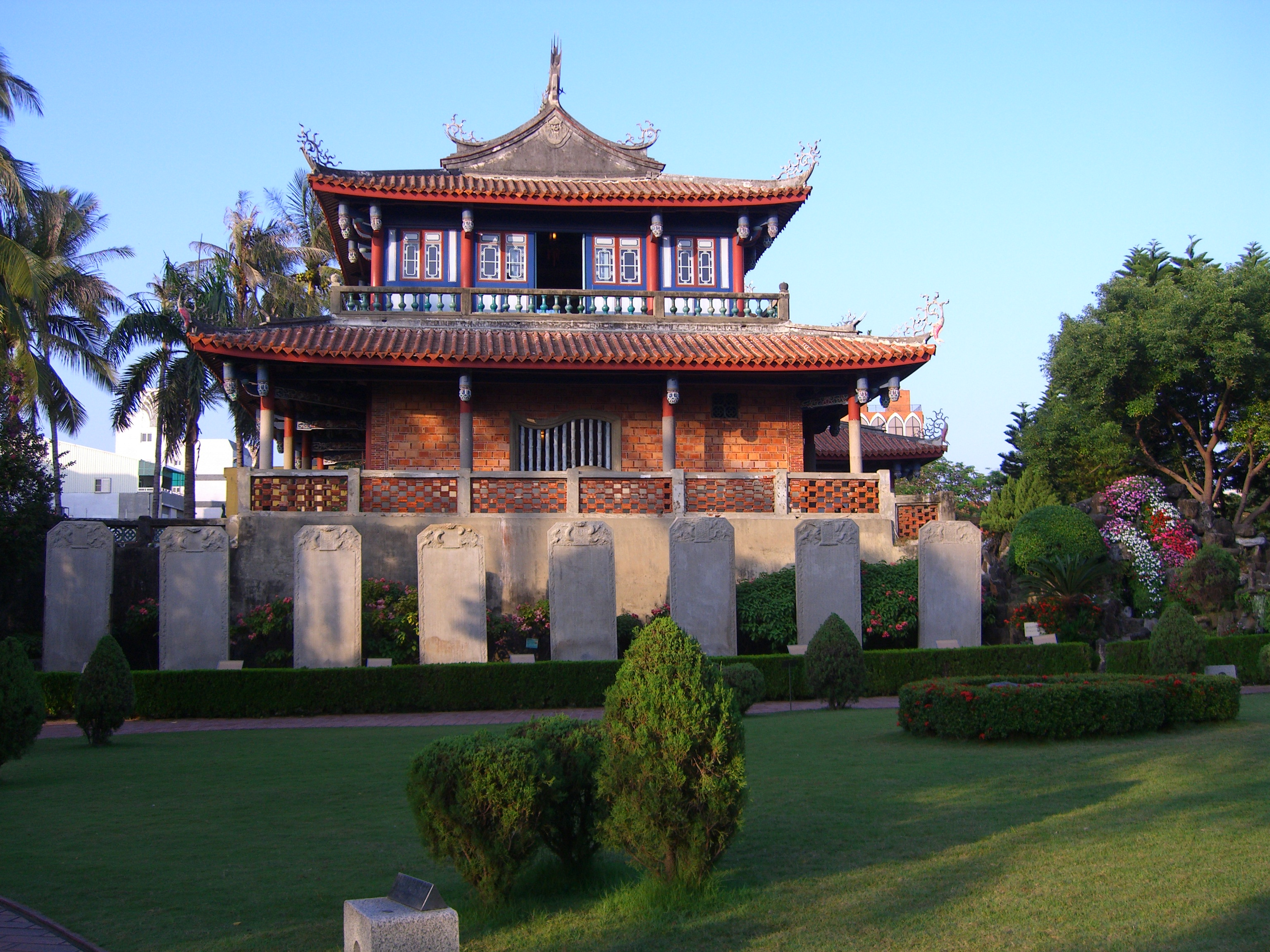
台南赤崁樓

## 明鄭時期
1661年4月，鄭成功在任職荷蘭通事之漢人何斌的引導下，通過鹿耳門港道，越渡台江內海，首先攻下普羅民遮城。之後，鄭氏立刻改普羅民遮城為東都明京，設承天府，並頒佈諭告：「東都明京，開國立家，可為萬世不拔基業」，設一府二縣。在東都暫住9個月以後，鄭成功終於攻下「熱蘭遮城」，結束了荷蘭在台灣38年的統治歲月。
荷蘭人投降以後，鄭成功改熱蘭遮城為安平鎮，做為鄭氏府第；已改名為東都承天府的普羅民遮城，則是做為全島最高行政機構。然而不到半年，鄭成功即因病逝世。世子鄭經即位之後不久，在1664年廢東都。在明京裁廢後，赤崁樓便成為儲藏火藥的場所。

## 清治時期
1684年，大清攻取臺灣，明鄭滅亡。稍後在臺南設臺灣府，在首任巡撫劉銘傳將省會遷往臺北之前，臺南一直是全臺首府。享有一府二鹿三艋舺之名。
取臺灣後，改明鄭的承天府為臺灣府，清康熙23年，清廷頒布渡臺禁令，僅准漳泉地區做有限度的移民。至乾隆41年後，渡臺禁令已形同虛文，於是大量漢移民湧入，臺南市亦由原漢混居漸漸成為漢人城市，原住民不是漢化就是遷居他處。乾嘉年間，府城三大商業貿易組織「三郊」的興起、壯大，為臺南之黃金時期。
清代後期起，昔日波光粼粼的臺江海岸，因發生大風雨，大量河沙注入臺江內海，千里汪洋盡成海埔新生地。臺灣地勢改變海沈陸浮，港口消失，使臺南漸失海運地位。及同治3年（1864年），安平海關建造完成，並正式開港，英商於安平設德記、和記洋行，隔年另開雞籠、打狗兩港，而有正、副港之稱。
光緒元年（1875年）在北部增置臺北府、原臺灣府改稱臺南府，失去全臺唯一政治中心的地位；光緒11年，臺灣建省，省治初設今臺中一帶，稍後改於臺北，臺南由全島中心成為區域中心。

## 臺灣民主國時期

民主國之寶印

1895年4月，《馬關條約》簽訂，臺灣、澎湖割予日本。5月，臺灣巡撫唐景崧發布「臺灣民主國獨立宣言」，共和國政體的臺灣民主國在臺北成立。6月，義勇軍在臺南擁立原大將軍劉永福為第二任大總統，以臺南為都，設總統府於大天后宮。學者將劉永福在台南所建的政權稱之為「台南共和」（Tainan Republic）或「第二共和」（Second Republic）。10月下旬兵敗陷落。

## 日治時期

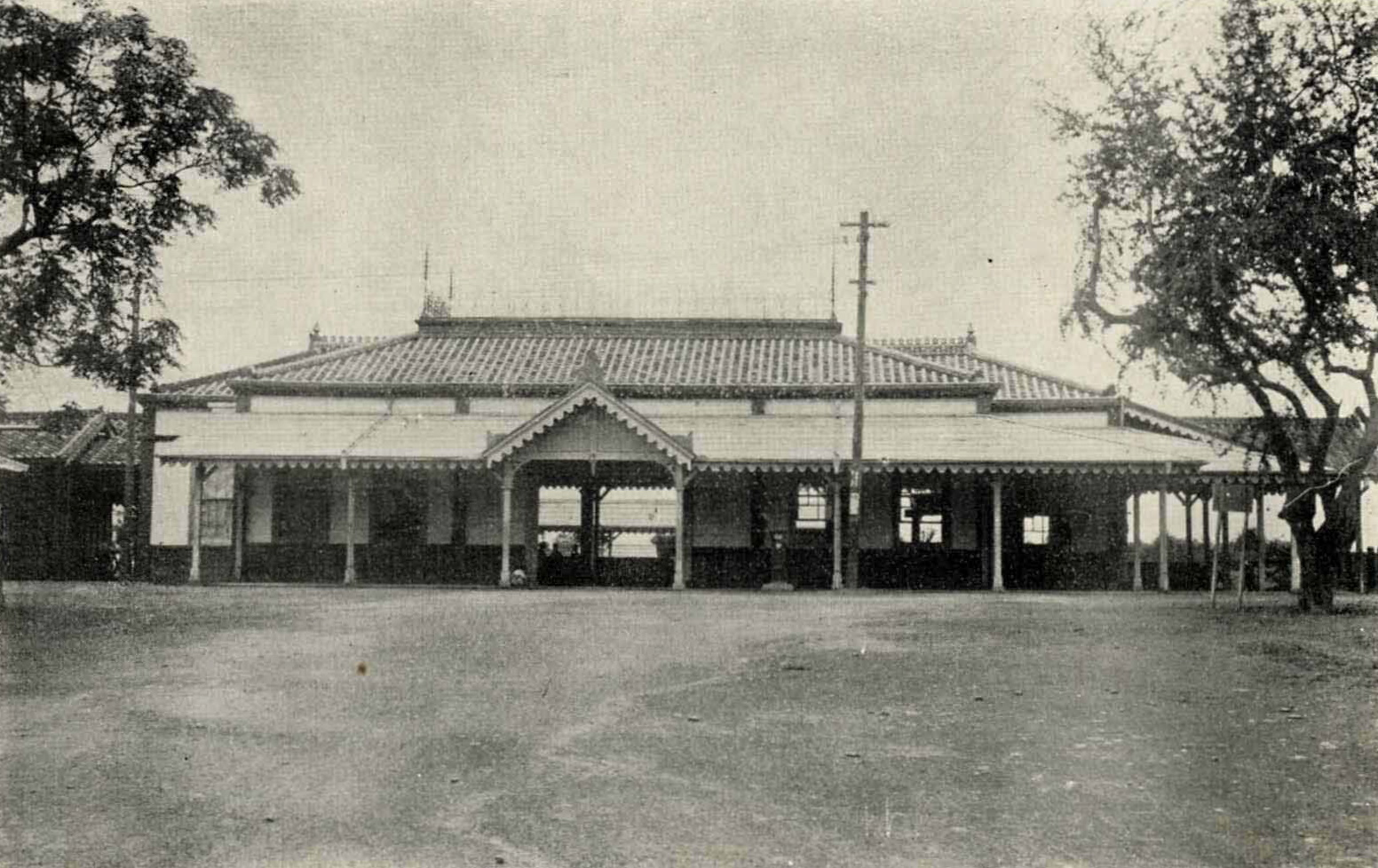
1900年臺南停車場

臺灣民主國兵敗瓦解後，臺南士紳推舉英國牧師巴克禮於1895年10月20日會見日軍，翌晨引領入城，日治時期開始。在日本人施政下，1900年11月29日臺南至打狗間鐵道開通，設停車場（即車站）於城內西側空地。臺南廳舍（後改為州廳）、地方法院等公家機關相繼成立。稍後的市區改正、臺南新運河開通、臺南驛改建，使臺南逐漸有了現代化都市的雛形。
1919年4月1日實施町名改正，市區劃分為旭町、壽町、竹園町、北門町、東門町、清水町、高砂町、開山町、綠町、幸町、錦町、白金町、末廣町、南門町、大宮町、泉町、西門町、濱町、大正町、花園町、本町、明治町、臺町、老松町、寶町、福住町、永樂町、入船町、港町、田町、新町等31町，為臺灣最早實施者。1920年，台南實施市制，範圍包括31町以及鄰近之後甲、三分子、桶盤淺、竹篙厝、塩埕、安平、上鯤鯓、鄭子寮等地，並設臺南州以臺南市為州治。日治末期，台南市範圍擴大，1936、1940年陸續併入周圍的虎尾寮（原屬仁德庄）及鞍子、灣裡、下鯤鯓（原屬永寧庄）改隸臺南市。另預定新增伏見町、水道町、白川町、若竹町、乃木町、青葉町、昭和町、汐見町等8町，然因戰爭之故未能正式實施。1941年，公布「臺南都市計畫區域及都市計畫變更」，規畫外環道、公園綠地及公園道路，此計畫在戰後獲得延續，1980年代大致實現。
臺南市直至1930年代，仍為僅次於臺北市的第二大城市。但由於昔日賴以繁榮的海運優勢不再，在臺灣南部的工商樞紐地位逐漸被具有優良港口的新興城市高雄市所取代。1940年，由於高雄市與臨近地區合併、面積與人口大增，臺南市在人口方面落居第三大城。

## 戰後至今

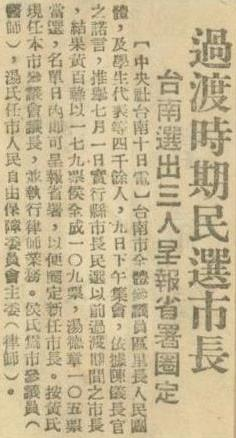
二二八事件發生當時，臺南市依陳儀所宣稱承諾於3月9日選出黃百祿、侯全成、湯德章為縣市長民選前過渡期間之市長候選人

1945年日本戰敗。國民政府接管臺灣，負責接管臺南州的臺南州接管委員會於該年11月9日正式成立後，隨即展開相關作業:223。之後改臺南州為臺南縣，原本的州轄臺南市在1946年1月7日改制為省轄市，而脫離臺南縣轄區:224:5。同年省轄臺南市併入臺南縣安順鄉，並從「『安』順」、「臺『南』」兩地名各取一字而改名為安南區:421。
1968年臺南市頒布第一期市地重劃區，此後陸續進行市地重劃以滿足人口增長（今已進行至第十八期）。唯臺中市堀起使得臺南市退居全島人口第四大城至今。然而相鄰的臺南縣永康鄉則工業發達，在此段時間迅速由鄉村成為工業城、稍後升格為永康市。永康今日人口超過21萬，與臺南市緊密相連。
1998年7月23日，臺南市消防局成立:299。
近年來由於臺灣逐漸由昔日重工業轉型科技產業，正逢安南區新設立的臺南科技工業園區、近郊臺南縣新市鄉新設立的南部科學園區等重大開發，經濟情況好轉，為臺灣屈指可數之人口增加及實住人口多於戶籍人口之縣市。同時與臺北市並列為失業率最低之縣市。

### 直轄市時期
2009年6月29日，中華民國行政院審議通過「臺南縣市合併改制直轄市」案，並於2010年12月25日改制為直轄市。
2013年8月28日，國際棒球總會會長里卡多·法卡利和臺南市政府簽約，由臺南市取得三屆IBAF世界盃少棒賽的主辦權。
2015年夏，臺南爆發登革熱流行，超過兩萬名確診病例，其中以北區、中西區、南區、永康等地最為嚴重。
2016年2月6日，臺南市在舊曆年前夕遭遇了高雄美濃地震，芮氏規模達到6.6，臺南市震度達到7級，部分房屋嚴重倒塌，維冠金龍大樓是此次地震死傷慘重的重災區。2017年2月11日，臺南市再次發生了強烈地震，芮氏規模達到5.6，臺南市震度達到6級，也是繼高雄美濃地震後，最大的地震。
2024年是荷蘭人於台南登陸400週年，台南市政府於當年度舉辦台南400，以眾多藝文活動慶祝。